# Athos (personatge de ficció)
Athos, també conegut com el comte Olivier de La Fère, és un personatge de ficció creat per Alexandre Dumas a la novel·la Els tres mosqueters (1844). S'inspira en Armand d'Athos, un mosqueter del rei nascut el 1615 a Bearn i mort el 21 de desembre del 1645 a París.

## El personatge històric
Athos pren el seu nom de la petita ciutat d'Athos-Aspis sobre el Gave d'Oloron, prop de Sauveterre-de-Béarn i prop d'Autevielle. Fill d'Adrien de Sillègue, senyor d'Athos i Autevielle, no podia esperar, com a petit de la família, rebre els senyorius d'Athos i Autevielle que anirien al seu germà gran. Per tant, tenia l'opció d'entrar a l'exèrcit o a les ordres. Era cosí segon del senyor de Tréville, la protecció del qual li va permetre entrar al regiment de mosqueters el 1640, alhora que Porthos i Aramis.
Del poc que se'n sap és que era de Bearn i que va morir jove, probablement durant un duel, tal com indica el registre de defuncions de l'església de Saint-Sulpice de París en la data de 21de desembre del 1645: «Comboi, servei i enterrament del difunt Armand, mosqueter Athos d'Autebielle de la Guàrdia del Rei, senyor de Béarn, pres prop de la sala de Pré au Clercs.»
Estant a Pré-aux-Clercs un lloc conegut per ser el lloc de trobada dels duelistes, és probable que morís en un d'aquests.

## Personatge novel·lesc

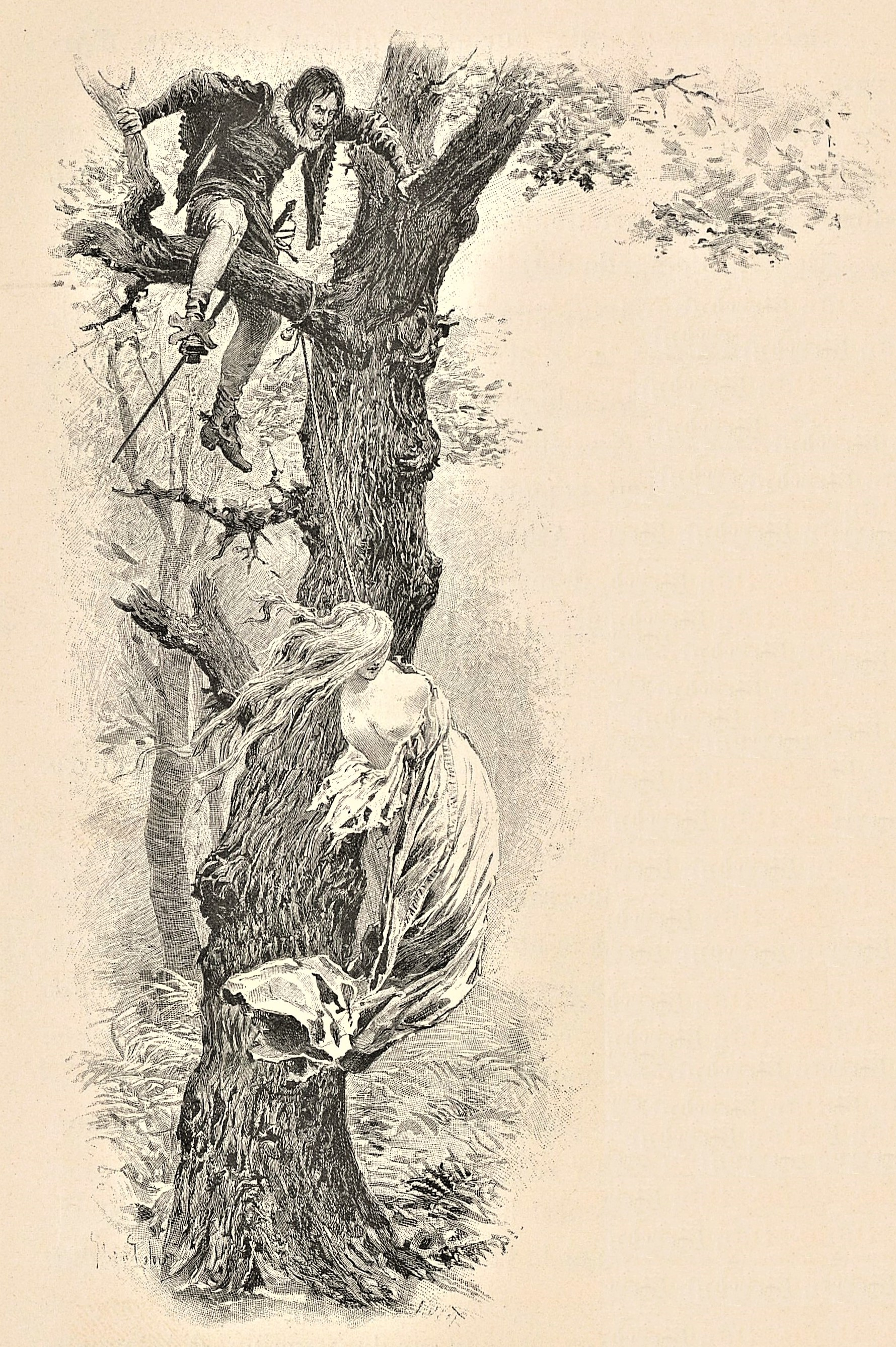
El comte de la Fère penja la seva muller.
Gravat de Jules Huyot després d'un dibuix de Maurice Leloir, 1894.

Pel que fa a d'Artagnan, no hi ha un sinó tres Athos: el personatge històric, el personatge fictici delineat per Gatien de Courtilz i el d'Alexandre Dumas.
Segons Courtilz, Athos, com els seus germans d'armes Porthos i Aramis, és un cadet de Gascunya. Apareix poc a Les Mémoires el personatge principal de les quals continua sent d'Artagnan.
Nascut a Villers-Cotterêts a l'Aisne, el pare d'Alexandre Dumas es va inspirar en la vida d'Anna d'Àustria, que es va allotjar al castell de La Fère a l'Aisne el 1643. Hi havia molts governadors (Cèsar de Borbó fill de Gabrielle d'Estrées i Enric IV) i comtes de la Fère (Jacques Colas).
De l'autèntic Athos, personatge que va portar una vida breu i discreta, Dumas va fer un home de naixement il·lustre, anomenat comte Olivier de La Fère. Dona als seus gloriosos avantpassats (un d'ells hauria servit Francesc I), a les terres del Berry, un castell, un passat ple de secrets. També el va fer degà dels Mosqueters; té, doncs, vint-i-set anys al començament de la novel·la, d'Artagnan només divuit, Aramis i Porthos entre vint-i-dos i vint-i-tres. El va fer morir el 1661, setze anys després de la data real de la seva desaparició.
Alexandre Dumas dona a Athos un fill, Raoul, vescomte de Bragelonne, que hauria tingut fora del matrimoni amb la bella Maria de Rohan, duquessa de Chevreuse, antiga confident i amiga de la reina Anna d'Àustria. A diferència dels altres mosqueters Athos és un personatge de melodrama. Està assolat pel turment del seu antic matrimoni amb la diabòlica Milady de Winter, de la seva execució precipitada però difícil d'evitar al final de Els tres mosqueters; després a Vint anys després de la seva relació amb el seu fillastre venjatiu, Mordaunt, a qui es nega, a diferència dels seus tres amics, a enfrontar-se en duel. Només matarà Mordaunt en defensa pròpia, i fins i tot només per pensar en el seu fill Raoul.
Athos és nomenat membre de tres ordes de cavalleria, els més prestigiosos d'Anglaterra, França i Espanya: és membre de l'Orde de la Lligacama, atorgada per Charles Stuart, rei d'Anglaterra ; membre de l'Orde de l'Esperit Sant gràcies a Porthos i al cardenal Mazzarino a Vint anys després; i finalment membre de l'Orde del Toisó d'Or de Carles II, rei d'Anglaterra i fill del primer, a qui va ajudar a recuperar el seu tron.

## Cinema i televisió

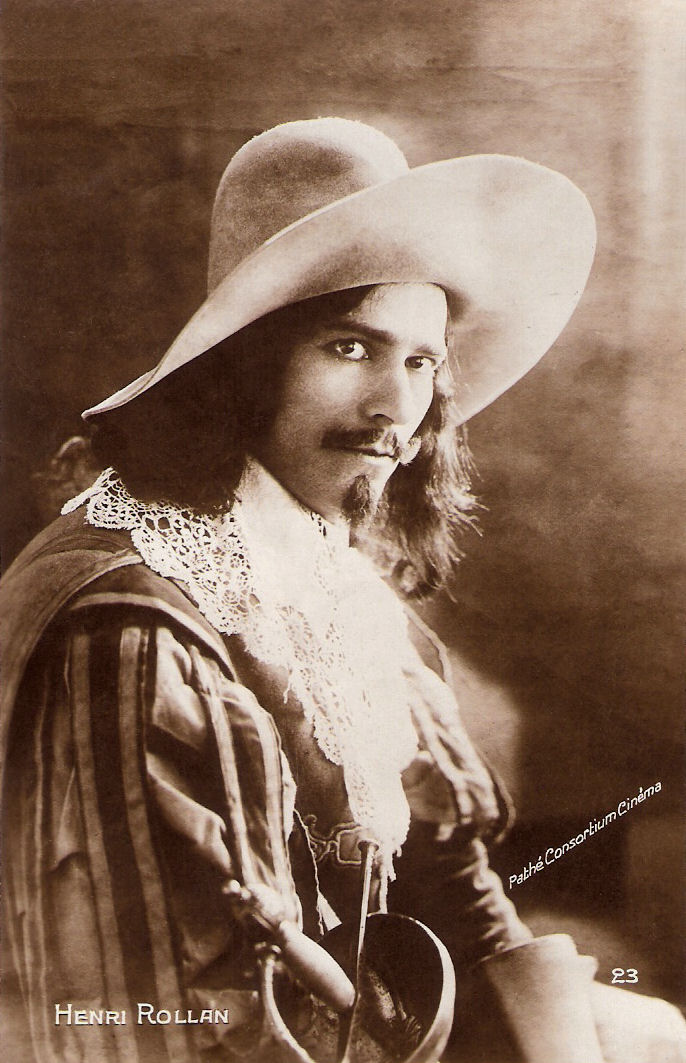
Henri Rollan caracteritzat d'Athos per a Les Trois Mousquetaires, film d'Henri Diamant-Berger, estrenat el 1921

El paper d'Athos ha sigut interpretat, entre d'altres, per:
- Léon Bary a Els tres mosqueters (1921)
- Henri Rollan en ambdues versions d'Henri Diamant-Berger: Les Trois Mousquetaires (1921) i Les Trois Mousquetaires (1932)
- Paul Lukas a Els tres mosqueters de Rowland V. Lee (1935)
- Georges Descrières a Els tres mosqueters de Bernard Borderie (1961)
- Oliver Reed a les tres pel·lícules dirigides per Richard Lester: Els tres mosqueters (1973), Els quatre mosqueters (1974) i El retorn dels mosqueters (1989)
- José Ferrer a La màscara de ferro de Ken Annakin (1979)
- Kiefer Sutherland a Els tres mosqueters de Stephen Herek (1993)
- Jean-Luc Bideau a La filla de d'Artagnan de Bertrand Tavernier (1994)
- John Malkovich a L'home de la màscara de ferro de Randall Wallace (1998)
- Guillaume Depardieu a Milady de Josée Dayan (2004)
- Matthew Macfadyen a Els tres mosqueters (2011)
- Tom Burke a The Musketeers adaptat per a la BBC per Adrian Hodges (2014 - 2015)

## Homenatges
L'asteroide (227930) Athos, descobert l'any 2007, rep el seu nom.
L'espècie de peix del sud-est asiàtic Schistura athos rep el nom del personatge d'Athos i hi ha dues espècies més en el gènere Schistura batejades amb noms dels tres mosqueters, S. aramis i S. porthos.